# Fran Delgado
Francisco Javier Delgado Rojano (Écija, 11 de julio de 2001) es un futbolista español que juega como lateral derecho en la Agrupación Deportiva Ceuta, cedido por la S.C. Farense de la Primeira Liga portuguesa.

## Trayectoria
Nació en Écija, provincia de Sevilla y empezó a practicar fútbol en el Écija Balompié. En 2011 se incorporó al fútbol base del Real Madrid. Dejó este club en julio de 2017 y firmó un contrato por tres años con el Real Betis.
Debutó con el filial bético el 19 de diciembre de 2018, entrando desde el banquillo en una victoria por 3-1 frente al Conil FC en la Tercera División. El 10 de octubre de 2020 renovó su contrato con los andaluces hasta 2024.
Disputó su primer partido con el primer equipo el 6 de enero de 2021, sustituyendo a Emerson en una victoria por 1-3 contra la UD Mutilvera en Copa del Rey. Su debut profesional llegó once días después, cuando volvió a sustituir a Emerson en una victoria por 2-0 contra el Sporting de Gijón también en Copa del Rey.
El 15 de agosto de 2022, en el estadio Benito Villamarín, debutó en primera división en el partido inicial de la competición liguera de esa temporada frente al Elche CF con una cómoda victoria verdiblanca. 
En julio de 2023 fichó por el Sporting Clube Farense, recién ascendido a Primeira Liga.
El 11 de julio de 2024, es cedido a la Asociación Deportiva Ceuta.

## Clubes
| Club                   | País     | Año                  |
| ---------------------- | -------- | -------------------- |
| Betis Deportivo        | España   | 2018-2023            |
| Real Betis Balompié    | España   | 2021-2023            |
| Sporting Clube Farense | Portugal | 2023-2024            |
| A.D. Ceuta             | España   | 2024-2025 (Préstamo) |